# Васил-Левски (Силистренская область)
Васил-Левски (болг. Васил Левски) — село в Болгарии. Находится в Силистренской области, входит в общину Алфатар. Население составляет 90 человек.

## Политическая ситуация
Васил-Левски подчиняется непосредственно общине и не имеет своего кмета.
Кмет (мэр) общины Алфатар — Радка Георгиева Желева (Болгарская социалистическая партия (БСП)) по результатам выборов.